# Buciumeni, Călărași
Buciumeni este un sat ce aparține orașului Budești din județul Călărași, Muntenia, România.

 Acest articol despre o localitate din județul Călărași este deocamdată un ciot. Puteți ajuta Wikipedia prin completarea lui.